# Anatoli Semionov
Pour les articles homonymes, voir Semionov.
Anatoli Anatolievitch Semionov - en russe : Анатолий Анатольевич Семёнов, et en anglais : Anatoli Semenov- (né le 5 mars 1962 à Moscou en URSS) est un joueur professionnel russe de hockey sur glace devenu entraîneur. Il évoluait au poste de centre.

## Carrière de joueur
En 1979, il commence sa carrière avec le HK Dinamo Moscou dans le championnat d'URSS. Il est choisi en 1989 au cours du repêchage d'entrée dans la Ligue nationale de hockey par les Oilers d'Edmonton en 6e ronde, en 120e position. Après un titre de champion national avec le Dynamo, il part alors dans la LNH et participe aux séries éliminatoires. Les Oilers remportent la Coupe Stanley. Il a par la suite porté les couleurs du Lightning de Tampa Bay, des Canucks de Vancouver, des Mighty Ducks d'Anaheim, et des Flyers de Philadelphie. En 1997, il met un terme à sa carrière après une dernière saison avec les Sabres de Buffalo.

## Carrière internationale
Il a représenté l'URSS En équipe nationale. Il a remporté la médaille d'or aux Jeux olympiques d'hiver de Calgary en 1988 et la médaille d'argent aux championnats du monde de 1987. Il a également participé à des mondiaux dans les catégories de jeunes.

## Statistiques

### En club
| Saison     | Équipe                 | Ligue      |     | Saison régulière | Saison régulière | Saison régulière | Saison régulière | Saison régulière |   | Séries éliminatoires | Séries éliminatoires | Séries éliminatoires | Séries éliminatoires | Séries éliminatoires |
| Saison     | Équipe                 | Ligue      | PJ  | B                | A                | Pts              | Pun              | PJ               | B | A                    | Pts                  | Pun                  |                      |                      |
| 1979-1980  | HK Dinamo Moscou       | Superliga  | 7   | 3                | 0                | 3                | 2                | -                | - | -                    | -                    | -                    |                      |                      |
| 1980-1981  | Dinamo Moscou          | Superliga  |     | 18               | 14               | 32               | 18               | -                | - | -                    | -                    | -                    |                      |                      |
| 1981-1982  | Dinamo Moscou          | Superliga  |     | 12               | 14               | 26               | 0                | -                | - | -                    | -                    | -                    |                      |                      |
| 1982-1983  | Dinamo Moscou          | Superliga  | 44  | 22               | 18               | 40               | 26               | -                | - | -                    | -                    | -                    |                      |                      |
| 1983-1984  | Dinamo Moscou          | Superliga  | 41  | 11               | 5                | 16               | 12               | -                | - | -                    | -                    | -                    |                      |                      |
| 1984-1985  | Dinamo Moscou          | Superliga  | 30  | 17               | 12               | 29               | 32               | -                | - | -                    | -                    | -                    |                      |                      |
| 1985-1986  | Dinamo Moscou          | Superliga  | 32  | 18               | 17               | 35               | 19               | -                | - | -                    | -                    | -                    |                      |                      |
| 1986-1987  | Dinamo Moscou          | Superliga  | 40  | 15               | 29               | 44               | 32               | -                | - | -                    | -                    | -                    |                      |                      |
| 1987-1988  | Dinamo Moscou          | Superliga  | 32  | 17               | 8                | 25               | 22               | -                | - | -                    | -                    | -                    |                      |                      |
| 1988-1989  | Dinamo Moscou          | Superliga  | 31  | 9                | 12               | 21               | 24               | -                | - | -                    | -                    | -                    |                      |                      |
| 1989-1990  | Dinamo Moscou          | Superliga  | 48  | 13               | 20               | 33               | 16               | -                | - | -                    | -                    | -                    |                      |                      |
| 1989-1990  | Oilers d'Edmonton      | LNH        | -   | -                | -                | -                | -                | 2                | 0 | 0                    | 0                    | 0                    |                      |                      |
| 1990-1991  | Oilers d'Edmonton      | LNH        | 57  | 15               | 16               | 31               | 26               | 12               | 5 | 5                    | 10                   | 6                    |                      |                      |
| 1991-1992  | Oilers d'Edmonton      | LNH        | 59  | 20               | 22               | 42               | 16               | 8                | 1 | 1                    | 2                    | 6                    |                      |                      |
| 1992-1993  | Lightning de Tampa Bay | LNH        | 13  | 2                | 3                | 5                | 4                | -                | - | -                    | -                    | -                    |                      |                      |
| 1992-1993  | Canucks de Vancouver   | LNH        | 62  | 10               | 34               | 44               | 28               | 12               | 1 | 3                    | 4                    | 0                    |                      |                      |
| 1993-1994  | Mighty Ducks d'Anaheim | LNH        | 49  | 11               | 19               | 30               | 12               | -                | - | -                    | -                    | -                    |                      |                      |
| 1994-1995  | Mighty Ducks d'Anaheim | LNH        | 15  | 3                | 4                | 7                | 4                | -                | - | -                    | -                    | -                    |                      |                      |
| 1994-1995  | Flyers de Philadelphie | LNH        | 26  | 1                | 2                | 3                | 6                | 15               | 2 | 4                    | 6                    | 0                    |                      |                      |
| 1995-1996  | Flyers de Philadelphie | LNH        | 44  | 3                | 13               | 16               | 14               | -                | - | -                    | -                    | -                    |                      |                      |
| 1995-1996  | Mighty Ducks d'Anaheim | LNH        | 12  | 1                | 9                | 10               | 10               | -                | - | -                    | -                    | -                    |                      |                      |
| 1996-1997  | Sabres de Buffalo      | LNH        | 25  | 2                | 4                | 6                | 2                | -                | - | -                    | -                    | -                    |                      |                      |
| Totaux LNH | Totaux LNH             | Totaux LNH | 362 | 68               | 126              | 194              | 122              | 49               | 9 | 13                   | 22                   | 12                   |                      |                      |

### En équipe nationale
| Année | Équipe           | Compétition                 |    | PJ | B | A | Pts | Pun                |  | Résultat |
| 1981  | URSS -20 ans     | Championnat du monde junior |    |    |   |   |     | Médaille de bronze |  |          |
| 1984  | Union soviétique | Coupe Canada                |    | 3  | 1 | 4 |     | Médaille de bronze |  |          |
| 1987  | URSS             | Championnat du monde        | 10 | 2  | 1 | 3 | 16  | Médaille d'argent  |  |          |
| 1987  | URSS             | Coupe Canada                | 9  | 2  | 5 | 7 | 2   | Médaille d'argent  |  |          |
| 1988  | URSS             | Jeux olympiques             | 8  | 2  | 4 | 6 | 6   | Médaille d'or      |  |          |